# Axel Eggert von Usedom
Axel Eggert von Usedom (* 23. Juni 1839 in Zirmoisel auf Rügen, heute ein Ortsteil von Rappin; † 8. Januar 1884 in Koblenz) war ein deutscher Verwaltungsjurist.

## Leben
Geboren als Sohn der Minna von Zanthier (* 1818; † 1899) und des Gutsbesitzers Otto Anton von Usedom (* 1803; † 1842) auf Zirmoisel, Bubkewitz und Klein Helle (Rügen) besuchte von Usedom das Stralsunder Gymnasium St. Katharinen und legte zu Michaelis 1858 sein Abitur ab. Er studierte Rechtswissenschaften in Heidelberg und Greifswald. In Heidelberg wurde er 1858 Mitglied des Corps Vandalia. 1861 bestand er das Auskultatorexamen. 1864 wurde er Regierungsreferendar in Stralsund, 1867 Regierungsassessor in Hannover. 1871 bis 1880 war er Landrat in Bergen auf Rügen und ab 1880 Regierungsrat am Oberpräsidium in Koblenz. Als solcher starb er dort am 8. Januar 1884.